# Lungartären

Frontal vy av ett öppnat hjärta. Mitt i bilden syns lungartären gå från höger kammare och mot hjärtat.

Lungartären (lat. Truncus pulmonalis eller Arteria pulmonalis) är artären som för syrefattigt blod från hjärtats högra kammare och vidare till lungorna för syresättning. Lungartären är den enda artären som normalt innehåller relativt syrefattigt blod. 